# Parc national de Padjelanta
Vous lisez un « article de qualité » labellisé en 2012.
Le parc national de Padjelanta (en suédois Padjelanta nationalpark, en same de Lule Bádjelándda) est un parc national du Nord de la Suède, à la frontière norvégienne, dans la commune de Jokkmokk du comté de Norrbotten en Laponie. Il couvre 1 984 km2, ce qui en fait le plus vaste parc national du pays, et il est bordé par les parcs nationaux de Sarek, de Stora Sjöfallet et le parc norvégien de Rago.
Le toponyme Padjelanta signifie « Haute Terre » en same, ce qui traduit assez bien la géographie du site. En effet, le parc est avant tout une haute plaine des Alpes scandinaves, d'une altitude d'environ 700 m, avec quelques douces montagnes. Ce paysage contraste fortement avec les zones bordant le parc, au caractère alpin plus marqué, quoiqu'au sud la limite soit moins nette, avec certains hauts sommets dans le parc même. Ceci est dû aux roches du parc, schistes et calcaires, peu résistantes à l'érosion. Le réseau hydrographique est très riche, le parc étant situé à la source du fleuve Luleälven et de plusieurs de ses affluents majeurs. Mais une des principales caractéristiques de Padjelanta est la présence de grands lacs, dont en particulier le Virihaure et le Vastenjaure.
Padjelanta, ainsi que le reste de la Laponie qui l'entoure, sont souvent qualifiés de « plus grande zone encore vierge » d'Europe. En fait, le secteur du parc est habité depuis environ 7 000 ans par les Samis, peuple nomade du Nord de l'Europe. Ils vivaient initialement de la cueillette et de la chasse, en particulier au renne, mais, peu à peu, ils ont développé une culture fondée sur l'élevage de cet animal associé à des déplacements de transhumance. Padjelanta devint alors l'un des principaux sites d'estive des montagnes et un grand nombre de camps samis sont présents dans le parc, souvent à proximité des grands lacs. Pour les Suédois, la zone fut tout d'abord utilisée au XVIIe siècle pour la mine de Kevdekare, de laquelle ils extrayaient de l'argent. Après la fermeture de la mine, c'est surtout l'exploration botanique du parc qui motiva les visites dans la région. En effet, Padjelanta possède une flore particulièrement riche, avec un certain nombre d'espèces rares, bien qu'il soit situé quasi-intégralement au-dessus de la limite des arbres. À partir du XXe siècle, le tourisme se développa aussi.
C'est l'alliance des associations touristiques et celles de protection de la nature, menée par le botaniste Sten Selander, qui permit la création du parc national en 1962, protégeant ainsi la zone des menaces liées au développement de l'énergie hydroélectrique. Le parc et la région furent classés en 1996 patrimoine mondial de l'UNESCO, en partie pour leur nature préservée et pour leur culture samie toujours présente.
De nos jours, le parc est toujours une zone importante pour l'élevage des rennes par les Samis. C'est aussi une destination touristique, traversée par plusieurs grands sentiers de randonnée, tels que le Padjelantaleden et le Nordkalottleden. Parmi les attractions du site, les grands lacs sont réputés pour leur beauté.

## Toponymie
Padjelanta est un toponyme d'origine same dérivant de Padjen signifiant « haut » et lanta qui est emprunté au suédois land signifiant « terre ». Le nom se traduit ainsi comme « haute terre », traduisant simplement le fait que Padjelanta est une haute plaine. Certains auteurs précisent que le nom a une connotation émotionnelle assez forte, qu'ils comparent à une sorte de « terre promise ».
Bien que le nom Padjelanta soit d'origine same, l'orthographe actuelle est une transcription en suédois du nom same. L'écriture moderne en same de Lule est Bádjelándda. Un grand nombre de toponymes du parc suivent une règle similaire, c'est-à-dire un nom d'origine same de Lule coexistant avec sa transcription en suédois. Il y a d'ailleurs des discussions au gouvernement quant à savoir quelle orthographe doit être reconnue officiellement, les avis étant partagés entre la volonté de préserver les langues minoritaires et celle de permettre aux Suédois la prononciation de ces noms et la reconnaissance des noms lorsque le toponyme suédois a acquis une certaine notoriété. Outre ces problèmes, l'écriture du same de Lule a changé au cours du temps, si bien qu'un même site apparaît parfois sous un grand nombre d'écritures différentes.
Les toponymes sont le plus souvent construits avec un suffixe désignant le type de lieu et un préfixe caractérisant le lieu. Les suffixes les plus courants dans le parc sont (graphie suédoise) tjåkkå signifiant « montagne », jåkkå « petite rivière », ätno « rivière » et jaure « lac ».

## Géographie

### Localisation et frontières

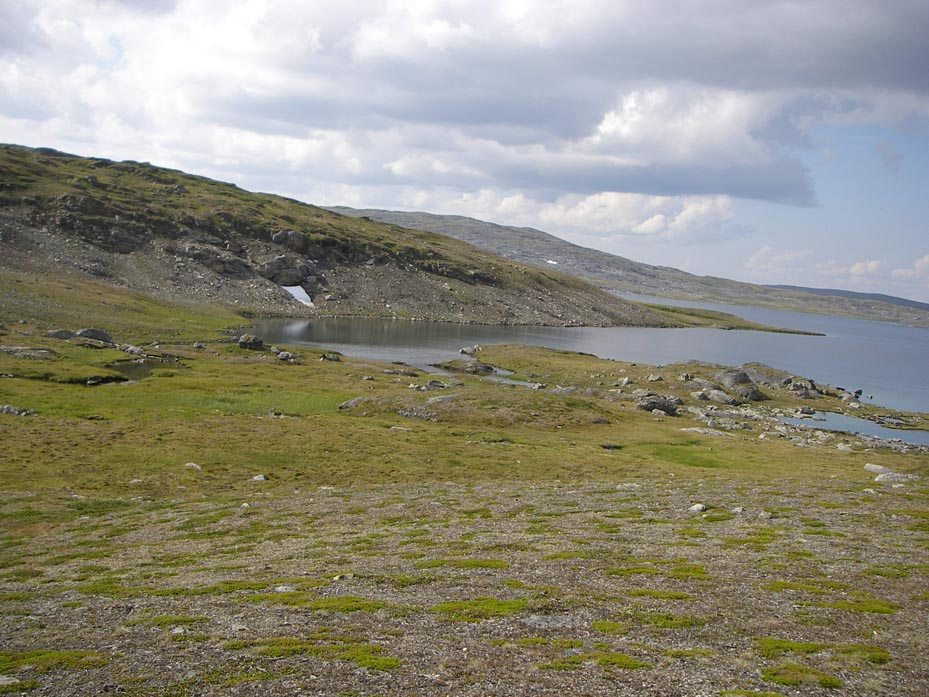
Site approximatif du pôle d'inaccessibilité suédois.

Le parc national de Padjelanta fait partie de la commune de Jokkmokk, dans le comté de Norrbotten, à l'extrême nord de la Suède, ce qui le place entièrement au nord du cercle Arctique. Il est situé loin des axes de communication du pays, si bien que près du lac Rissajaure, à l'est du parc, se trouve le pôle d'inaccessibilité de Suède : un point situé à près de 50 km de la route la plus proche.
Sa superficie de 198 400 ha (1 984 km2) en fait le plus vaste parc national du pays. Il est bordé par les parcs nationaux de Sarek (à l'est) et de Stora Sjöfallet (au nord-est), pour une superficie cumulée d'environ 5 500 km2. Le parc est délimité à l'ouest par la frontière norvégienne et borde ainsi le parc national norvégien de Rago.

### Relief

Carte topographique des parcs de Padjelanta, Sarek et Stora Sjöfallet.

Bien que Padjelanta soit situé dans la chaîne de montagnes des Alpes scandinaves, le paysage est peu montagneux. Il s'agit avant tout d'une haute plaine, à une altitude comprise entre 650 et 1 000 m. Les sommets du parc sont le plus souvent très doux et peu élevés. En revanche, le parc est bordé par plusieurs régions plus montagneuses aussi bien à l'est (Sarek) qu'au sud (dont en particulier Sulitjelma) et à l'ouest. Au sud et au sud-est, certaines hautes montagnes sont incluses dans le parc, dont en particulier le Jeknaffo (1 836 m), point culminant du parc, ou encore Kierkevare, Alatjåkkå et Sierkatjåkkå. Le point le plus bas du parc est au nord, au niveau de la vallée Vuojatätno, à une altitude d'environ 540 m.

### Climat
Les Alpes scandinaves constituent une frontière entre le climat océanique à l'ouest et le climat continental à l'est. Le premier est caractérisé par des températures douces et une importante humidité, alors que le climat continental est plus sec et présente des étés chauds et des hivers froids. Ceci entraîne une certaine instabilité du temps à Padjelanta, bien qu'elle soit moins marquée que pour son voisin Sarek. Globalement, l'influence océanique domine dans le parc, même si l'altitude explique la faiblesse de la température moyenne annuelle : −4 °C.
La neige commence en général à tomber dès le mois de septembre et la couverture neigeuse s'installe durablement à partir d'octobre-novembre. La neige persiste parfois jusqu'en juin, et, sur les sommets, des névés peuvent se maintenir durant tout l'été.
En outre, du fait de sa position au nord du cercle Arctique, le parc connaît le soleil de minuit en été et la nuit polaire en hiver.
| Mois                     | jan.  | fév.  | mars  | avril | mai | juin | jui. | août | sep. | oct. | nov. | déc.  | année |
| ------------------------ | ----- | ----- | ----- | ----- | --- | ---- | ---- | ---- | ---- | ---- | ---- | ----- | ----- |
| Température moyenne (°C) | −15,5 | −14,5 | −11,3 | −6,1  | 0,3 | 6,2  | 8,6  | 7,1  | 2,4  | −2,3 | −9,1 | −13,2 | −3,9  |
| Précipitations (mm)      | 88    | 68    | 66    | 48    | 52  | 66   | 109  | 92   | 90   | 94   | 85   | 95    | 953   |

### Hydrographie
313 km2 du parc (près de 16 % de sa surface totale) sont constitués de lacs, en particulier les lacs de Virihaure et Vastenjaure, qui forment le cœur du parc,. Le lac de Virihaure est le plus vaste avec 108 km2. Il est situé à une altitude de 579 m et atteint une profondeur maximale de 138 m, soit l'un des plus profonds de Suède,. Plus au nord se trouve celui de Vastenjaure, avec une superficie de 89 km2, une altitude de 547 m et une profondeur maximale de 134 m,. Outre ces deux grands lacs, le parc compte un grand nombre d'autres lacs de moindre taille.

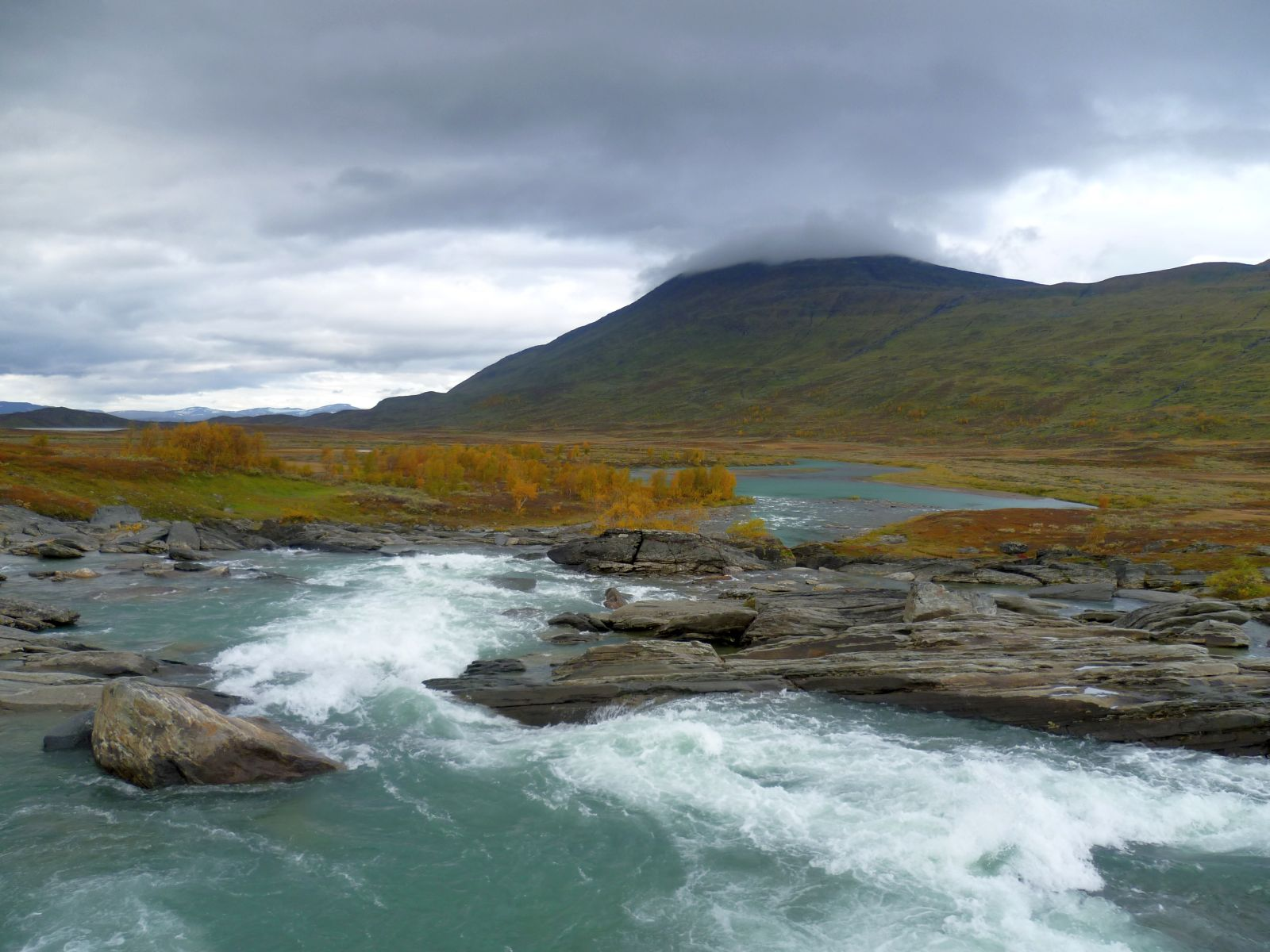
La rivière Miellätno près de son embouchure dans le lac Virihaure.
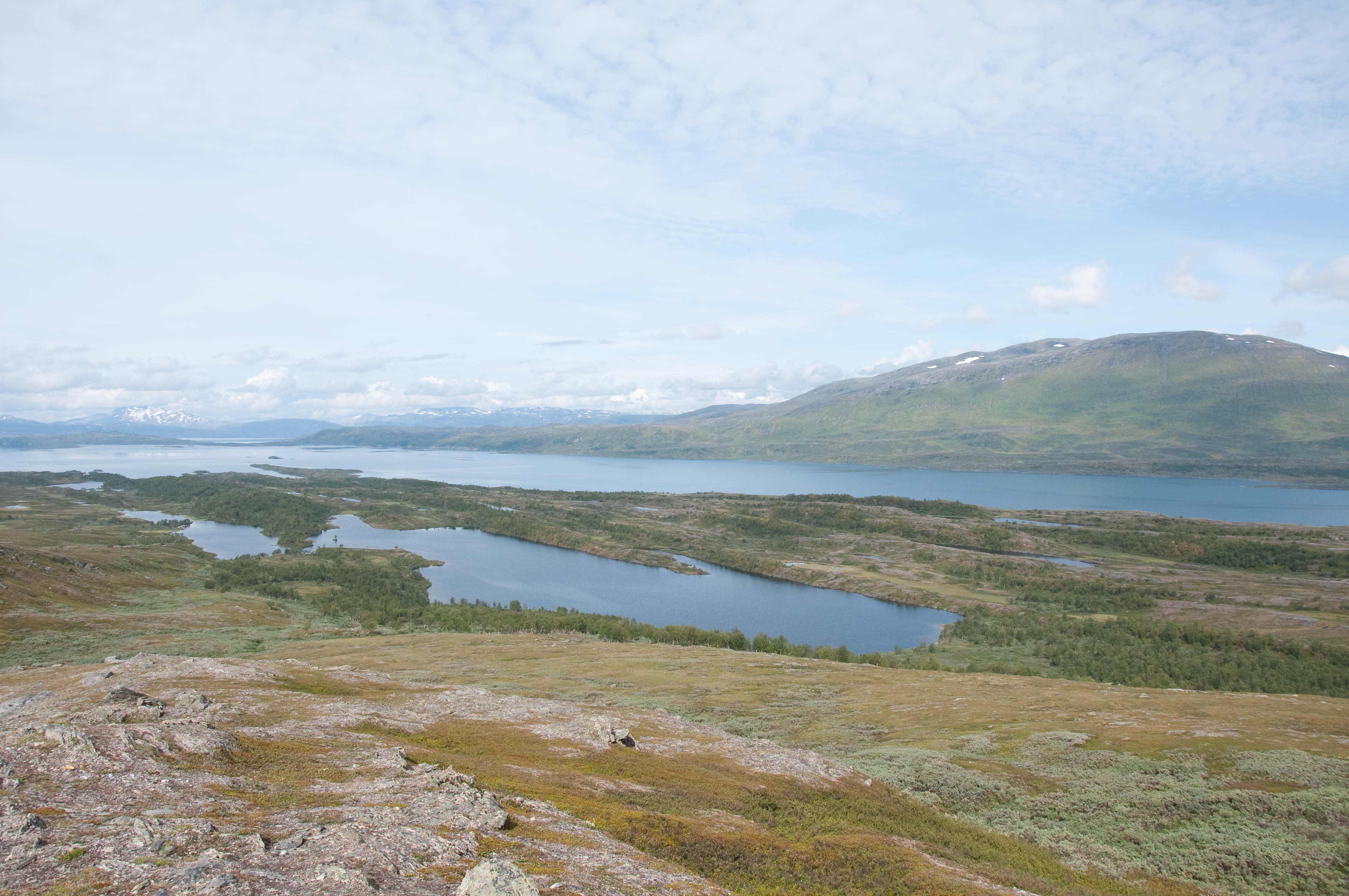
Le lac Dijdderjávrre au premier plan et Virihaure en arrière-plan.
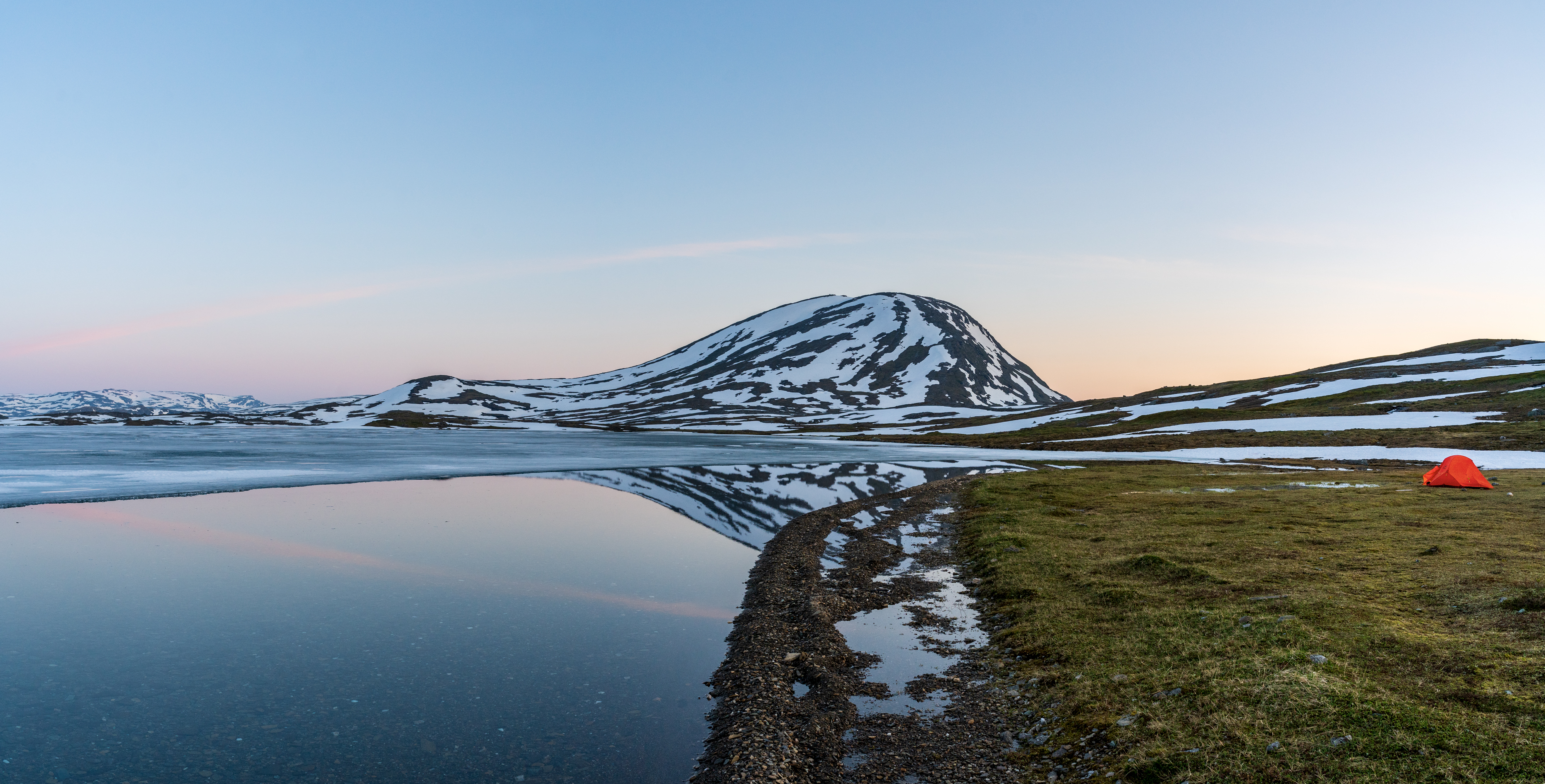
Le lac Slahpejávrre (sv), dans le parc national, en pleine nuit. Juillet 2019.

La majorité du parc est située dans le bassin versant du Stora Luleälven. Le Stora Luleälven prend sa source dans le massif de Sulitjelma, en Norvège, et franchit la frontière au niveau du lac Sårjåsjaure, situé partiellement dans le parc. Il parcourt alors la partie sud du parc sous le nom Sårjåjåkkå avant de se jeter dans le Virihaure. Ce lac reçoit l'apport de la rivière Tukijåkkå, issue du glacier Blåmannsisen en Norvège, ainsi que de la rivière Miellätno, en provenance du parc national de Sarek, à l'est. La rivière quitte ensuite le lac et descend les 32 m de dénivelé vers le lac de Vastenjaure en moins de 3 km, créant une série de chutes et rapides. Le Stora Luleälven sort du Vastenjaure sous le nom de Vuojatätno et parcourt tout le nord du parc, rencontrant en route la rivière Varka, émissaire du Sallohaure, troisième plus grand lac du parc,. Lorsqu'il quitte le parc et se jette dans le lac Kutjaure, il a alors un débit moyen d'environ 80 m3/s. La partie sud-est du parc est en revanche dans le bassin versant du Lilla Luleälven, avec la rivière Tarrajåkkå, qui prend ensuite le nom de Tarraätno avant de quitter le parc. La Stora Luleälven et la Lilla Luleälven sont les deux sources du grand fleuve Luleälven (la première étant la principale).
Outre les grands lacs, le parc compte aussi le deuxième plus grand glacier du pays : l'Ålmåijekna, dans le massif du Sierkatjåkkå, d'une superficie de 12 km2 en 1973. Le parc compte assez peu de marécages (1 000 ha).

## Géologie

### Formation

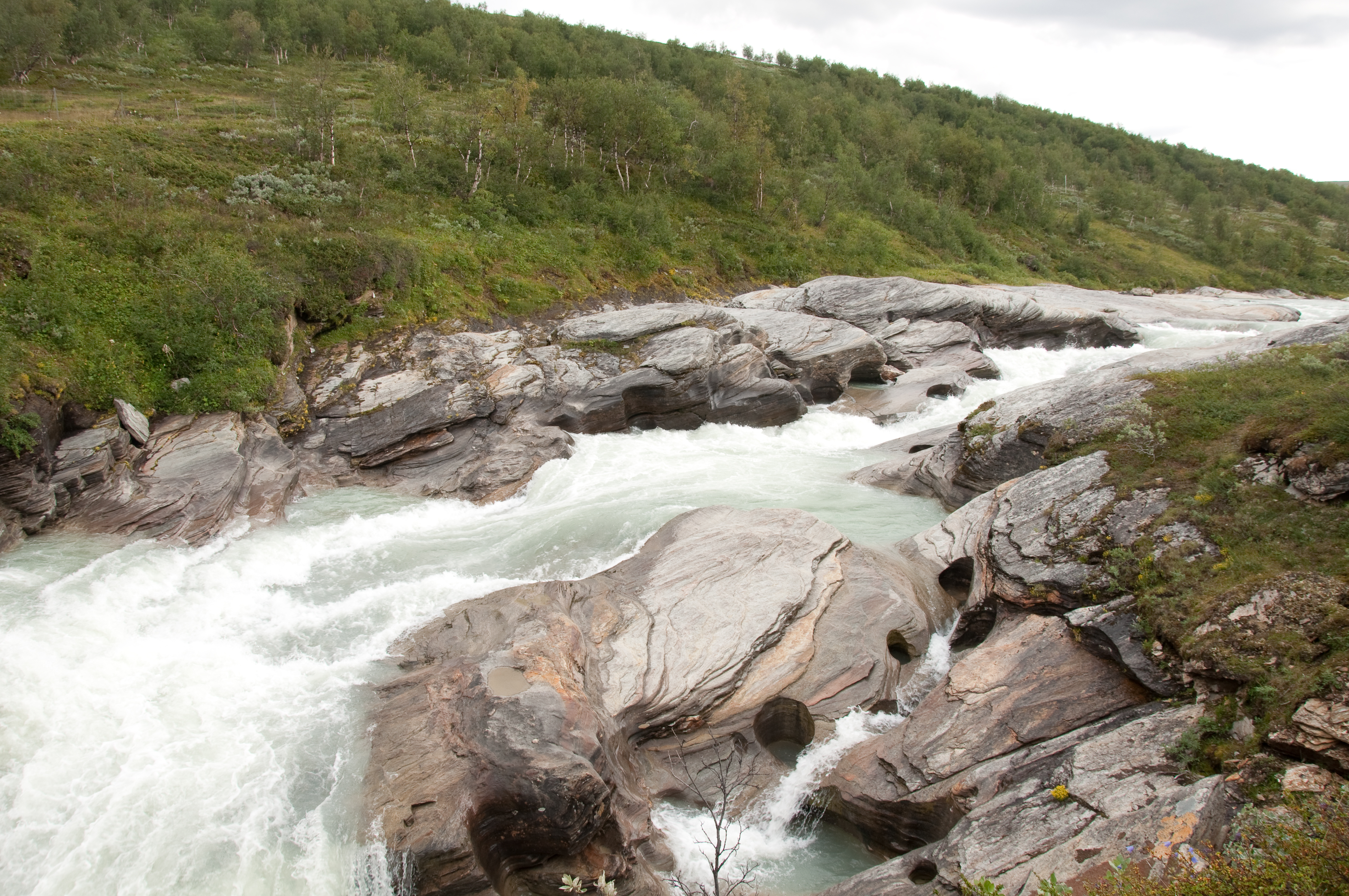
Cascade sur la Låddejåkkå. On voit clairement la structure lamellaire des roches.

Le parc national de Padjelanta fait partie des Alpes scandinaves, une réminiscence de la chaîne calédonienne, qui est aussi à l'origine des montagnes de l'Écosse, de l'Irlande, du Groenland et du Svalbard. L'orogenèse calédonienne est liée à la collision des plaques Laurentia et Baltica culminant entre 420 et 400 Ma, avec la disparition par subduction de l'océan Iapetus. Durant cet évènement, des fragments de croûte se chevauchèrent, formant des nappes de charriage. Parmi ces nappes, une en particulier, appelée nappe de Köli, est constituée en grande partie de la croûte océanique. Ces nappes se sont retrouvées imbriquées dans la chaîne de montagne (ophiolites). Padjelanta est majoritairement situé au niveau de cette nappe de Köli. Les roches principales sont ainsi des roches sédimentaires, telles que la phyllite, le micaschiste, le gneiss et le calcaire. On trouve aussi des roches volcaniques métamorphisées telles que l'amphibolite ou encore la serpentine, qui se trouve surtout à l'ouest du parc et influe particulièrement sur la flore. Au niveau de Låtatj, à l'est du Vastenjaure, on peut observer la présence de pillow lava, caractéristique des croûtes océaniques.

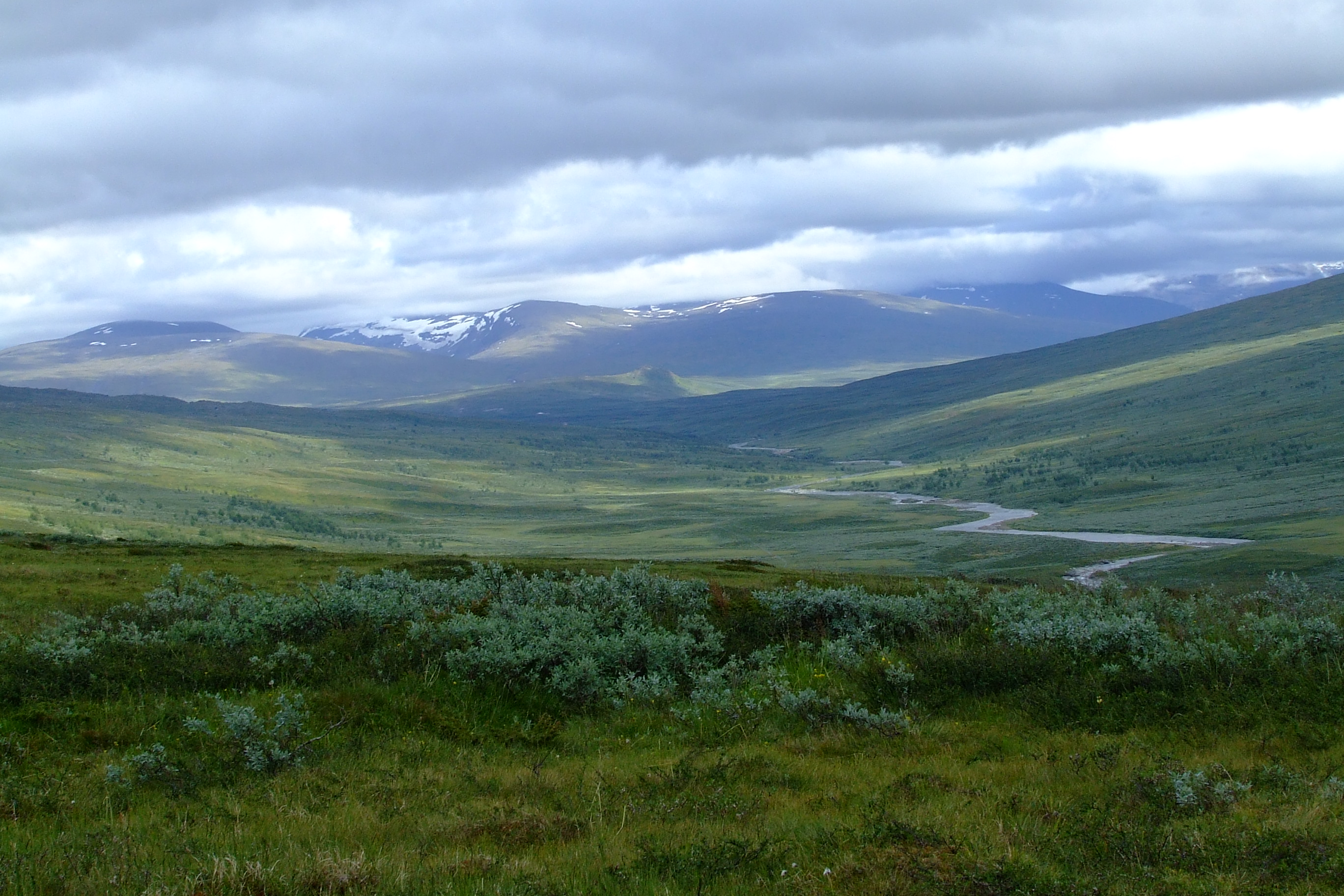
Paysage caractéristique du parc au niveau de la vallée de Låddejåkkå. Les roches tendres sont responsables du profil doux du parc. À l'arrière-plan se trouvent les sommets enneigés de Sarek

La chaîne, fut ensuite continuellement érodée jusqu'à former une pénéplaine. Cependant, à partir d'environ 60 Ma (Cénozoïque), la pénéplaine scandinave subit un important soulèvement tectonique. Les causes de celui-ci ne sont pas claires et plusieurs hypothèses ont été proposées. Une de ces hypothèses est l'influence du panache islandais, qui aurait soulevé la croûte. Une autre hypothèse est l'isostasie liée aux glaciations. Dans tous les cas, ce soulèvement permit de rehausser l'ancienne chaîne de plusieurs milliers de mètres.

### Érosion

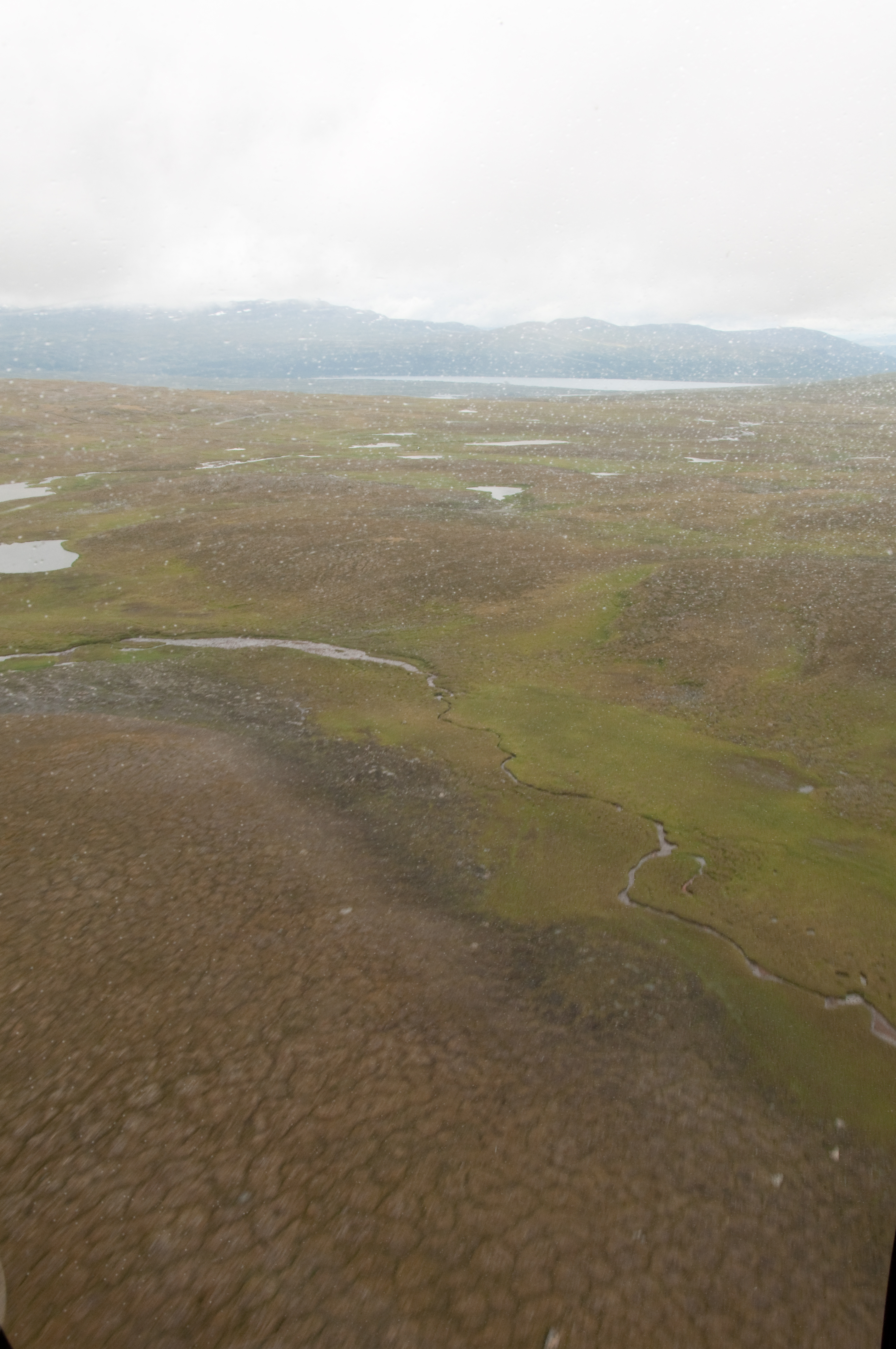
Sols polygonaux à l'est du lac Vastenjaure.

Alors que les Alpes scandinaves reprennent de l'altitude, l'érosion peut reprendre son travail minutieux. Il s'agit d'abord d'une érosion fluviale, mais ce qui eut le plus d'influence sur la géomorphologie actuelle de la chaîne et du parc est l'érosion fluvioglaciaire, en particulier durant les grandes glaciations du Quaternaire (à partir de 1,5 Ma). Des glaciers commencent à se développer et à envahir les vallées, puis peu à peu s'unifient pour former un inlandsis qui recouvre totalement la région. La plupart du parc étant constitué de roches tendres, aisément érodables, telles que les schistes ou calcaires, la masse glaciaire de l'inlandsis éroda complètement la zone, laissant un terrain avec peu de relief. Ceci est particulièrement flagrant en contraste avec le parc national voisin de Sarek, au relief très prononcé, ses roches plus dures ayant mieux résisté à l'érosion.
À la fin du dernier âge glaciaire, il y a environ 8 000 ans, les glaciers des grandes vallées persistèrent plus longtemps que dans les terrains alentour. Ces glaciers formèrent alors un barrage pour les rivières des vallées auxiliaires plus en amont qui formèrent alors des lacs. Un de ces lacs se développa entre le mont Akka et le mont Kisuris, ce dernier étant à la frontière nord-est du parc. Les rivières déchargèrent de très importantes quantités de sédiments à leur entrée dans le lac, ce qui forma un important delta dont on peut encore voir les terrasses sur les flancs de la montagne.
Dans plusieurs zones du parc sont aussi visibles des phénomènes caractéristiques des environnements périglaciaires. Il s'agit en particulier de palses et de sols polygonaux, deux manifestations liées au pergélisol au moins partiel. Ces sols polygonaux sont probablement en partie des reliques de périodes plus froides, telles que durant la déglaciation.

## Milieux naturels
Le parc de Padjelanta est, d'après la classification du WWF, situé dans l'écorégion terrestre des forêts de bouleaux et prairies d'altitude scandinaves. Les forêts de bouleaux sont relativement minoritaires, ne couvrant que 1 400 ha, et l'essentiel du parc est donc constitué de landes. Ces landes, ainsi que les prairies du parc, comprennent certaines zones figurant parmi les plus riches des montagnes de Suède, avec plus de 400 espèces de plantes vasculaires, ce que l'on doit en partie à la teneur en calcaire du sol. La végétation du parc peut être divisée en étages, selon une altitude croissante : l'étage des bouleaux (étage subalpin), l'étage des saules et l'étage des lichens.

### Flore

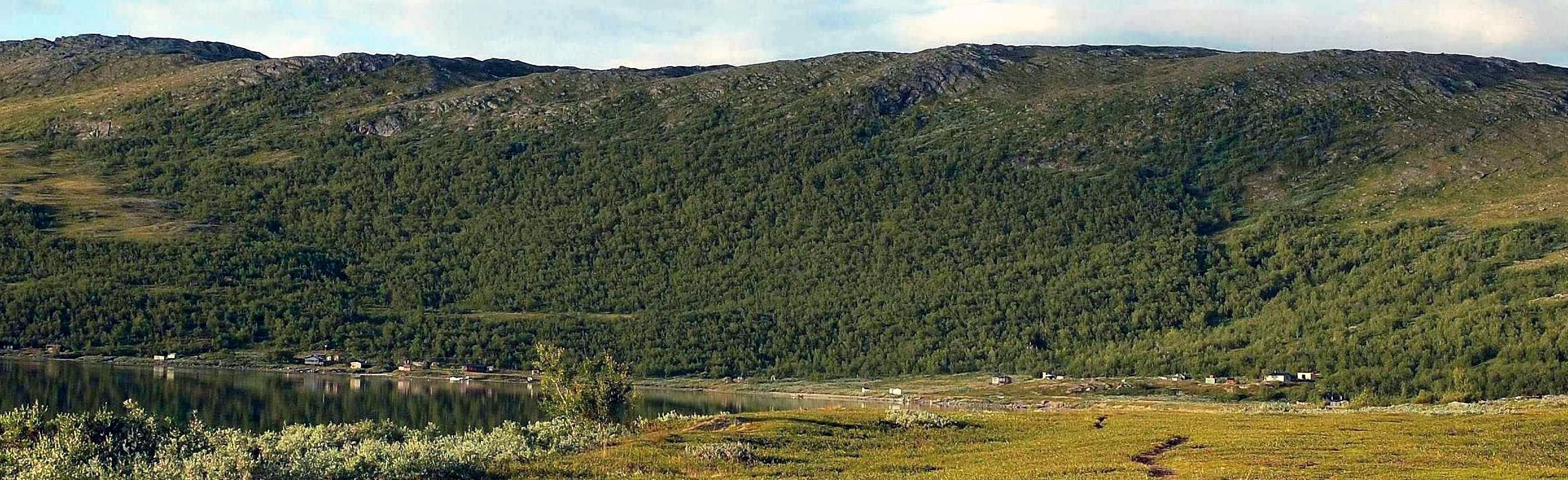
Staloloukta entouré de forêts de bouleaux.

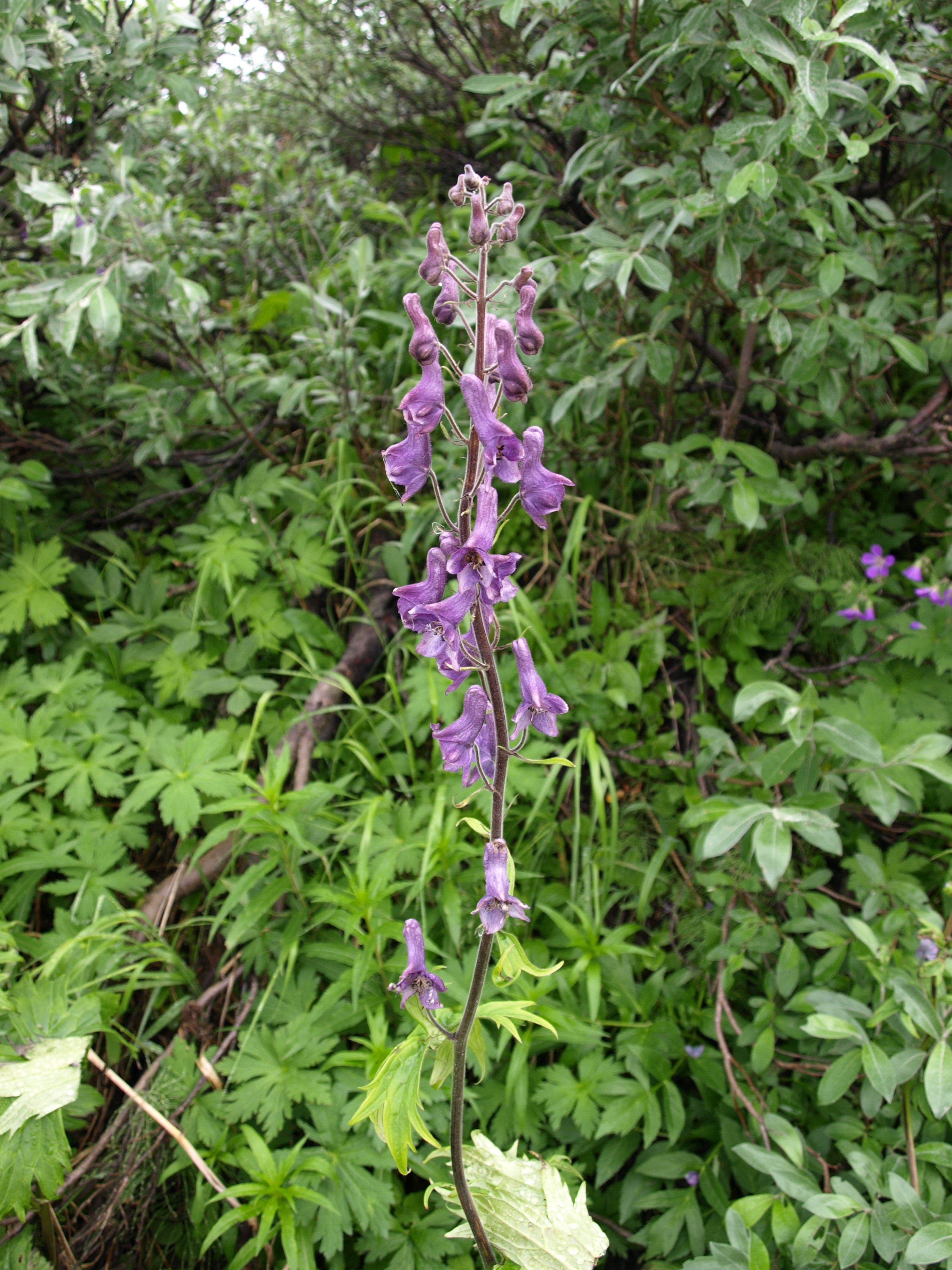
Aconitum lycoctonum dans le parc.

Le parc compte assez peu de forêts de bouleaux, la limite haute de répartition de ces forêts étant autour de 600 à 700 m, alors que l'essentiel du parc est au-dessus de cette altitude. On trouve les forêts de bouleaux principalement dans la partie basse de la vallée de Vuojatätno, au nord, de la vallée de Låddejåkkå à l'est du Vastenjaure, sur la rive est du Virihaure (en particulier autour de Staloluokta) et dans la partie basse de la vallée de Tarraätno, au sud-est du parc,. Ces forêts sont constituées d'une sous-espèce du bouleau pubescent appelé bouleau tortueux (Betula pubescens subsp. tortuosa). Bien que ne couvrant qu'une faible proportion du parc, les forêts de bouleaux sont des zones très riches. Par exemple, la forêt de la vallée de Tarraätno est qualifiée de type prairie, en référence à la végétation des sous-bois qui rappelle celle des prairies, avec une abondance de fleurs telles que la laitue des Alpes (Cicerbita alpina).
Le premier sous-étage de l'étage alpin, au-dessus de la limite des arbres, est appelé étage des saules. Une grande partie des landes de cet étage est recouvert de tapis de camarines noires (Empetrum nigrum). Mais dans plusieurs zones, la monotonie de cette végétation est brisée, avec une flore pouvant être très variée. On peut trouver ainsi çà et là des espèces telles que le silène acaule (Silene acaulis), le pédiculaire de Laponie (Pedicularis lapponica), la dryade à huit pétales (Dryas octopetala), la saxifrage à feuilles opposées (Saxifraga oppositifolia), la bartsie des Alpes (Bartsia alpina), le pied de chat alpin (Antennaria alpina) et la véronique des Alpes (Veronica alpina). Cette végétation particulièrement riche, dont une grande partie ne se développe qu'en terrain calcaire, se trouve en particulier entre Virihaure et Sulitelma, au sud-ouest du parc, une des zones les plus riches des Alpes scandinaves suédoises. Du fait de cette richesse en calcaire unique, on trouve dans le parc certaines plantes très rares, telles que la gentiane dorée (Gentianella aurea) et la potentille subarctique (Potentilla hyparctica), cette dernière ayant même Padjelanta comme unique localisation connue en Europe (en dehors de Svalbard et de la Nouvelle-Zemble). Le parc comprend aussi des zones à la flore unique autour du lac Sallohaure, ce qui est dû à la présence de serpentine dans le sol, une roche qui s'avère toxique pour la plupart des plantes. Cette absence de concurrence permet à certaines plantes, immunisées ou tolérantes à la serpentine, de se développer. C'est en particulier le cas de la sabline rampante (Arenaria humifusa) pour laquelle Padjelanta est le seul site connu en Suède.

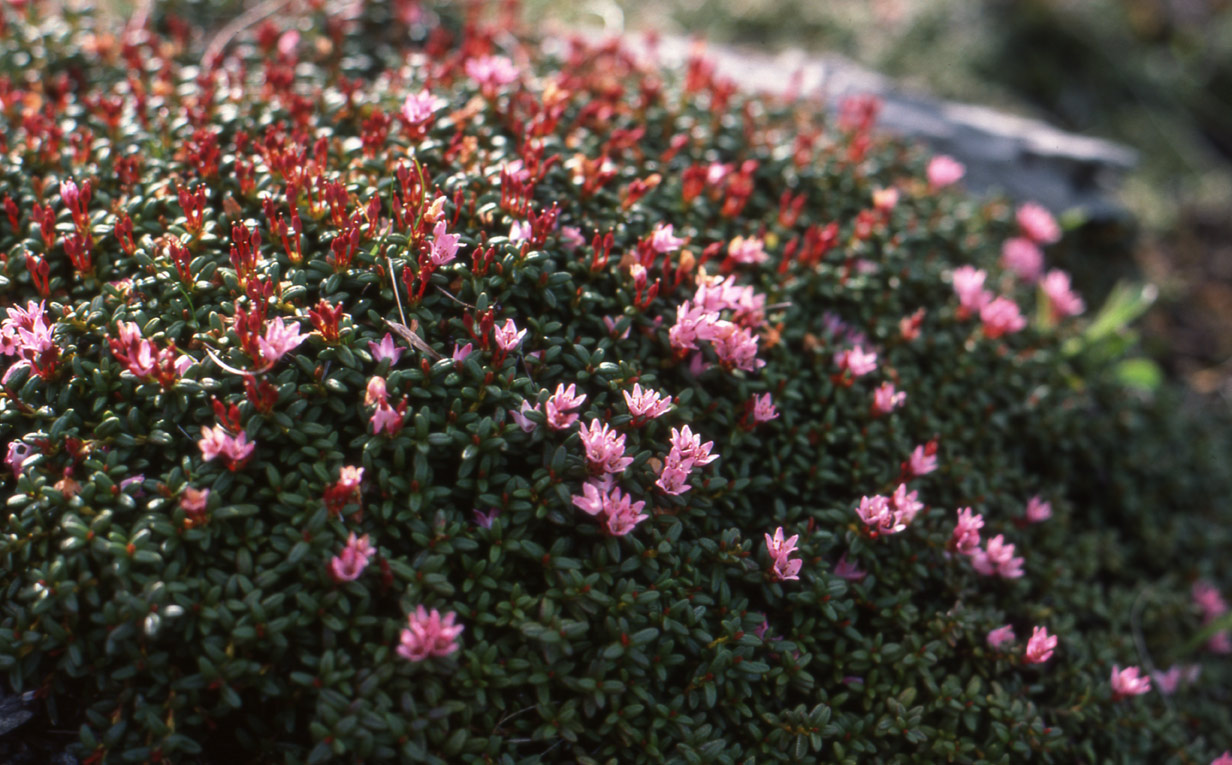
Azalée des Alpes à Padjelanta.

Enfin, au-dessus de l'étage des saules se trouve l'étage des lichens. Outre les lichens, on y trouve encore quelques saules nains (Salix herbacea), ainsi que la cassiope hypnoïde (Harrimanella hypnoides). Bien que ces zones soient en général plutôt pauvres, certaines fleurs égaient le paysage, telles que la renoncule des neiges (Ranunculus nivalis), l'épilobe à feuilles de mouron (Epilobium anagallidifolium) et la renoncule naine (Ranunculus pygmaeus).

### Faune
Dans les trois parcs nationaux, dans les années 1960, on comptait 24 espèces de mammifères, 142 d'oiseaux, 2 de reptiles, 2 d'amphibiens et 12 de poissons.

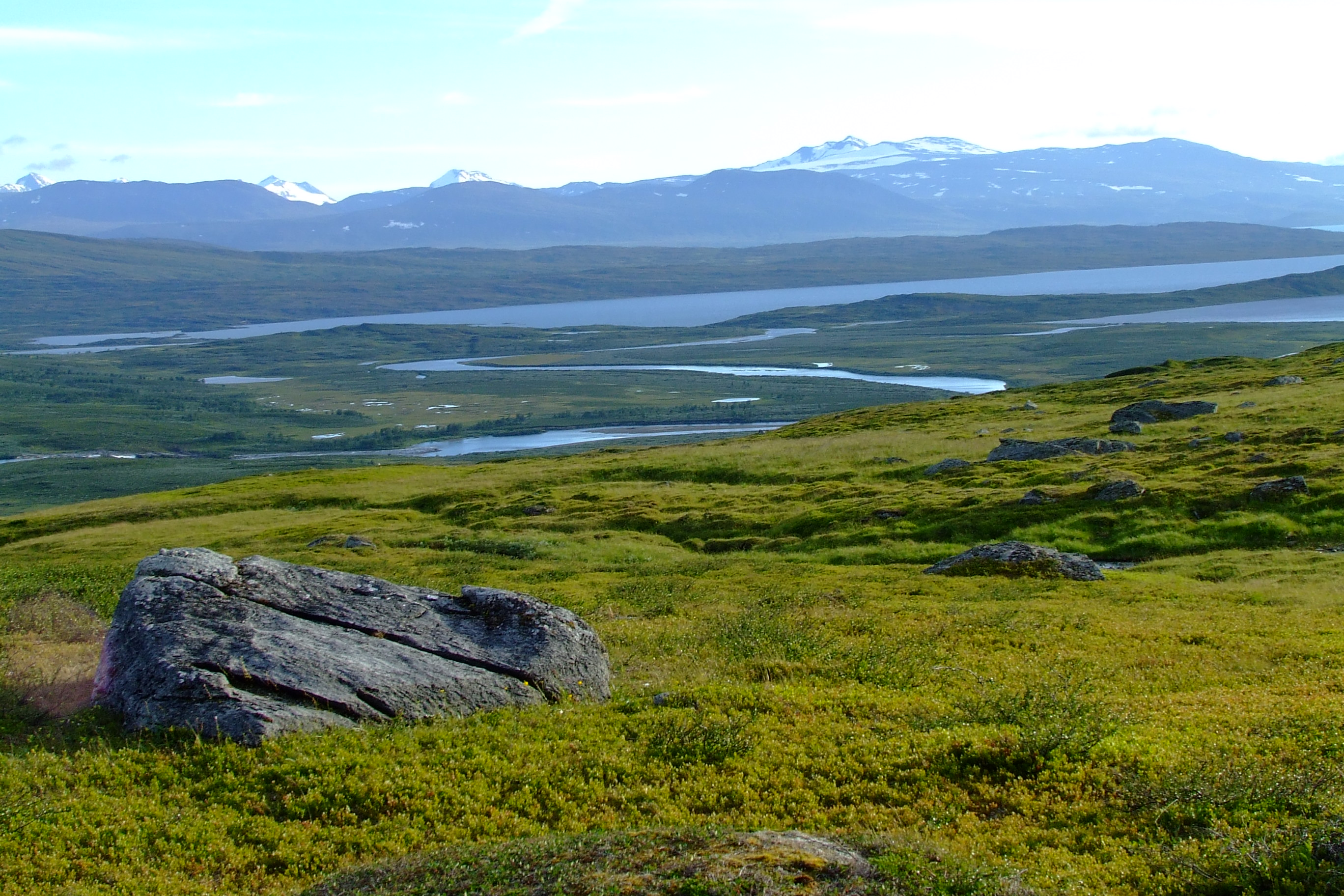
Végétation caractéristique de l'étage alpin du parc, près du lac Vastenjaure.

La topologie du parc n'est pas des plus favorables pour les mammifères. Un des mammifères ayant un rôle central dans l'écologie du parc, tout comme dans le reste de la chaîne, est le lemming des toundras de Norvège. Sa population est extrêmement variable en nombre, avec certaines années de massifs pics de population, suivis immédiatement par un déclin très rapide. Ce phénomène n'est pas tout à fait compris ; il semble que des conditions climatiques favorables et donc un surplus de nourriture soient responsables de la rapide croissance des populations, mais la raison de leur subit déclin n'est pas claire, bien que des maladies contagieuses semblent jouer un rôle. Ces cycles influencent aussi les animaux qui chassent le lemming. En particulier, les années riches en lemmings permettent aux quelques renards polaires (Vulpes lagopus) d'avoir des portées nombreuses. Cette espèce est classée en danger critique d'extinction en Suède ; elle fut fortement chassée dans le passé, mais n'a pas réussi à reprendre du terrain depuis sa protection du fait de la concurrence du renard roux (Vulpes vulpes). Paradoxalement, le statut de parc national de Padjelanta joue négativement pour le renard polaire, le renard roux ne pouvant y être chassé comme c'est le cas dans les autres zones de répartition du renard polaire. Parmi les autres grands mammifères, le parc compte aussi le glouton (Gulo gulo) (classé en danger en Suède) tandis que le Lynx boréal (Lynx lynx) et l'ours brun (Ursus arctos) sont observés occasionnellement. Le loup (Canis lupus lupus) a disparu du parc. Parmi les herbivores, l'élan (Alces alces) est présent, bien que normalement cantonné aux forêts de conifères.

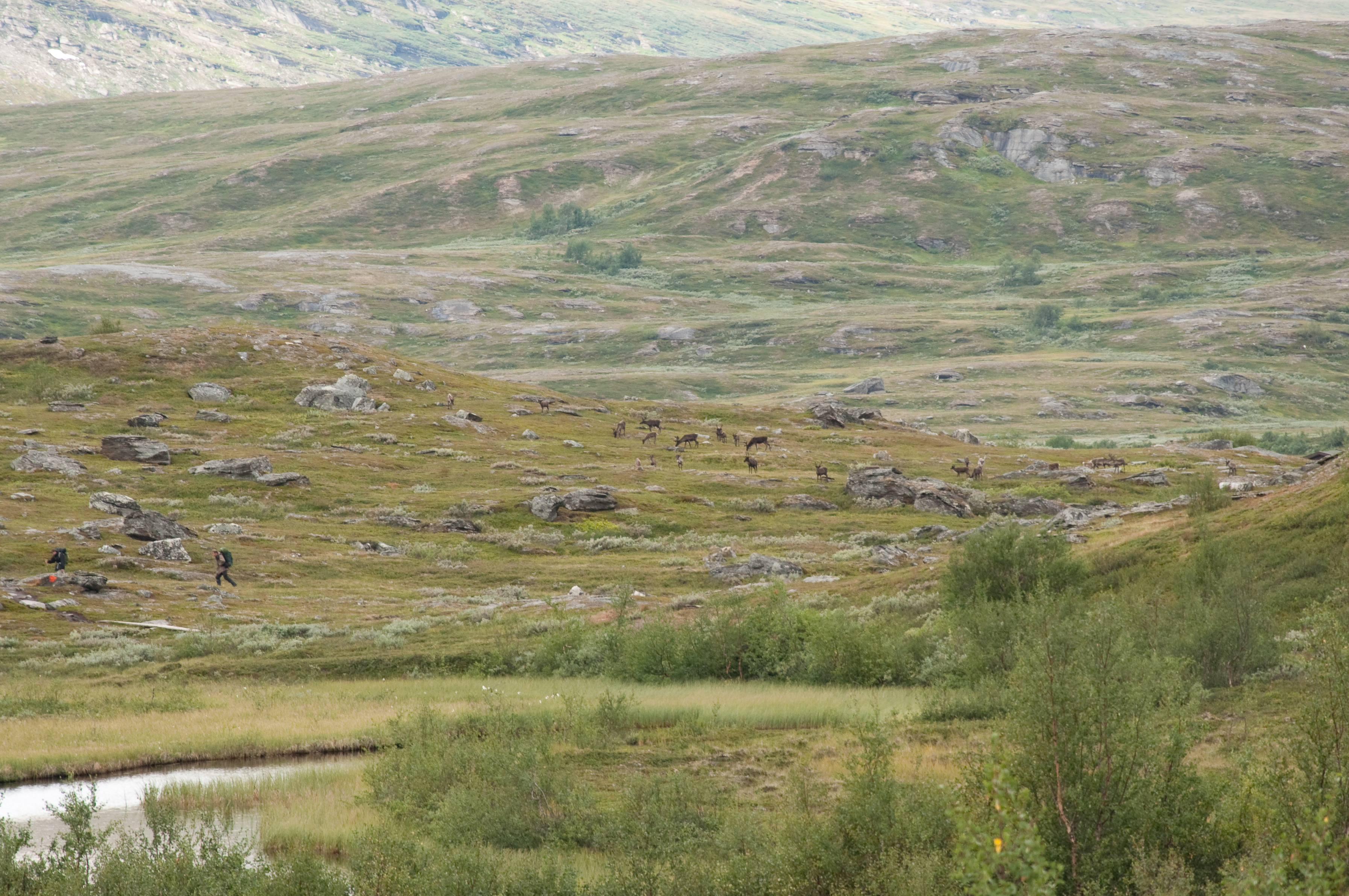
Troupeau de rennes près du lac Virihaure. Comme dans le reste de la Suède, les rennes sont uniquement des rennes domestiques.

Si l'étagement de la végétation affecte moins nettement la faune, la limite des arbres est quand même assez nettement marquée. Les forêts de bouleaux abritent un grand nombre d'espèces d'oiseaux qui sont rares ailleurs dans le parc. Parmi ceux-ci, on peut citer la fauvette des jardins (Sylvia borin), la pie-grièche grise (Lanius excubitor), la corneille mantelée (Corvus cornix) et la grive musicienne (Turdus philomelos). Le faucon gerfaut (Falco rusticolus) niche dans la montagne qui domine Staloluokta. Mais l'avifaune du parc est particulièrement riche même dans la zone alpine. Les oiseaux caractéristiques des landes de Padjelanta sont le pluvier doré (Pluvialis apricaria), le pipit farlouse (Anthus pratensis), le traquet motteux (Oenanthe oenanthe), le lagopède alpin (Lagopus muta), le pluvier guignard (Charadrius morinellus) et le courlis corlieu (Numenius phaeopus). Le parc comprend aussi quelques grands carnivores tels que l'aigle royal (Aquila chrysaetos), le faucon gerfaut, la buse pattue (Buteo lagopus), le pygargue à queue blanche (Haliaeetus albicilla) et le harfang des neiges (Bubo scandiacus), dont plusieurs sont menacés dans le pays, en particulier le harfang des neiges en danger critique d'extinction. Parmi les autres espèces menacées protégées par le parc, on compte aussi l'oie naine (Anser erythropus), elle aussi en danger critique en Suède et vulnérable dans le monde. Mais c'est surtout autour des lacs et marais du parc que l'on trouve de grandes concentrations d'espèces, en particulier dans la zone de Tarreluobbal (vallée de Tarra), des lacs et marais au nord-est, à la frontière de Sarek et dans la vallée de la Vuojatätno. On trouve alors diverses espèces d'oiseaux limicoles tels que la sarcelle d'hiver (Anas crecca), l'harelde kakawi (Clangula hyemalis), la macreuse noire (Melanitta nigra), le phalarope à bec étroit (Phalaropus lobatus), le combattant varié (Philomachus pugnax), le bécasseau de Temminck (Calidris temminckii), le chevalier sylvain (Tringa glareola) et le chevalier gambette (Tringa totanus). Les grands lacs du parc sont au contraire plutôt pauvres.

## Histoire

### Haut lieu sami

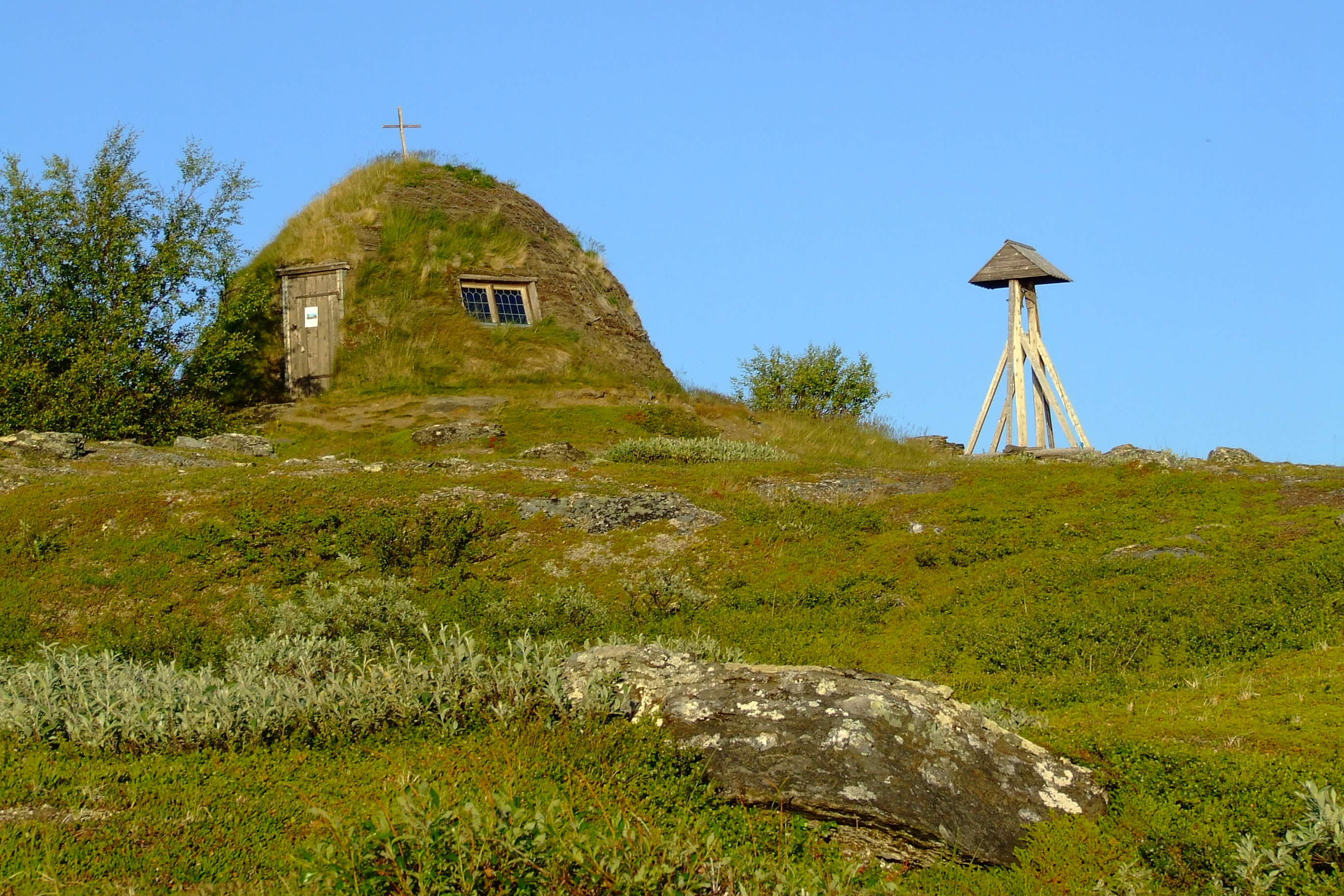
Église samie à Staloluokta, avec une architecture typique des kåta.

Les premiers habitants de la région arrivèrent au moment du retrait de l'inlandsis il y a 8 000 ans. Il s'agissait probablement des ancêtres des Samis, peuple nomade habitant le Nord de la Scandinavie. Ils vivaient initialement de la cueillette et de la chasse — en particulier des rennes. Avec le développement des relations avec les peuples nordiques entre l'an 500 et l'an 1400, les Samis utilisèrent de plus en plus des camps d'été dans les montagnes, afin de faciliter la chasse, vendant ensuite les fourrures aux nordiques. Ces camps sont à l'origine de ceux que l'on trouve encore, en particulier autour des grands lacs du parc.
Malgré leur mode de vie de chasseurs-cueilleurs, les Samis conservaient quelques rennes domestiques avec eux, qu'ils utilisaient pour le transport et la production de lait, entre autres. Mais, à partir du XVIIe siècle, le nombre de rennes domestiqués augmenta et les Samis commencèrent à organiser leurs déplacements en fonction des besoins de pâture des rennes. Peu à peu, la chasse au renne sauvage fut ainsi remplacée par l'élevage. Dans les montagnes, les Samis développèrent alors peu à peu un schéma de transhumance. Ils passaient en effet l'hiver dans les plaines à l'est du parc et se déplaçaient vers les montagnes en été, principalement Padjelanta. En effet, Padjelanta est un des sites de pâture les plus importants des montagnes. Les premiers Samis arrivent dans le parc au début du mois de juin et le nombre de Samis culmine en début juillet. Outre la gestion des troupeaux de rennes, les Samis pratiquent la pêche dans les grands lacs. Ils quittent en général le parc entre la mi-août et la mi-septembre pour rejoindre le site d'hivernage.
Le mode de vie des Samis a laissé peu de traces dans l'environnement (du moins jusqu'à la deuxième moitié du XXe siècle). Celles-ci sont essentiellement de vieux pièges présents un peu partout dans le parc, ainsi que des habitations traditionnelles (kåta). Parmi les traces laissées par les Samis, on peut citer la présence de gravures rupestres près de la frontière de Sarek. Ces gravures représentent des animaux, dont en particulier des rennes, des humains, mais, aussi, ce qui est absolument unique dans l'art sami, des bateaux avec des mâts et des voiles. Ceci est particulièrement étrange, car, jusqu'à la découverte de ces gravures, rien n'indiquait la possibilité que les Samis aient utilisé des bateaux de ce type. Les études tendent à penser que ces gravures sont des représentations des bateaux utilisés par les Vikings (à partir de l'an 800), avec lesquels les Samis entretenaient des relations commerciales importantes (vendant en particulier des fourrures). Enfin, les camps samis, tels qu'à Staloluokta, sont toujours utilisés durant la période d'estive.

### Utilisation par les Suédois

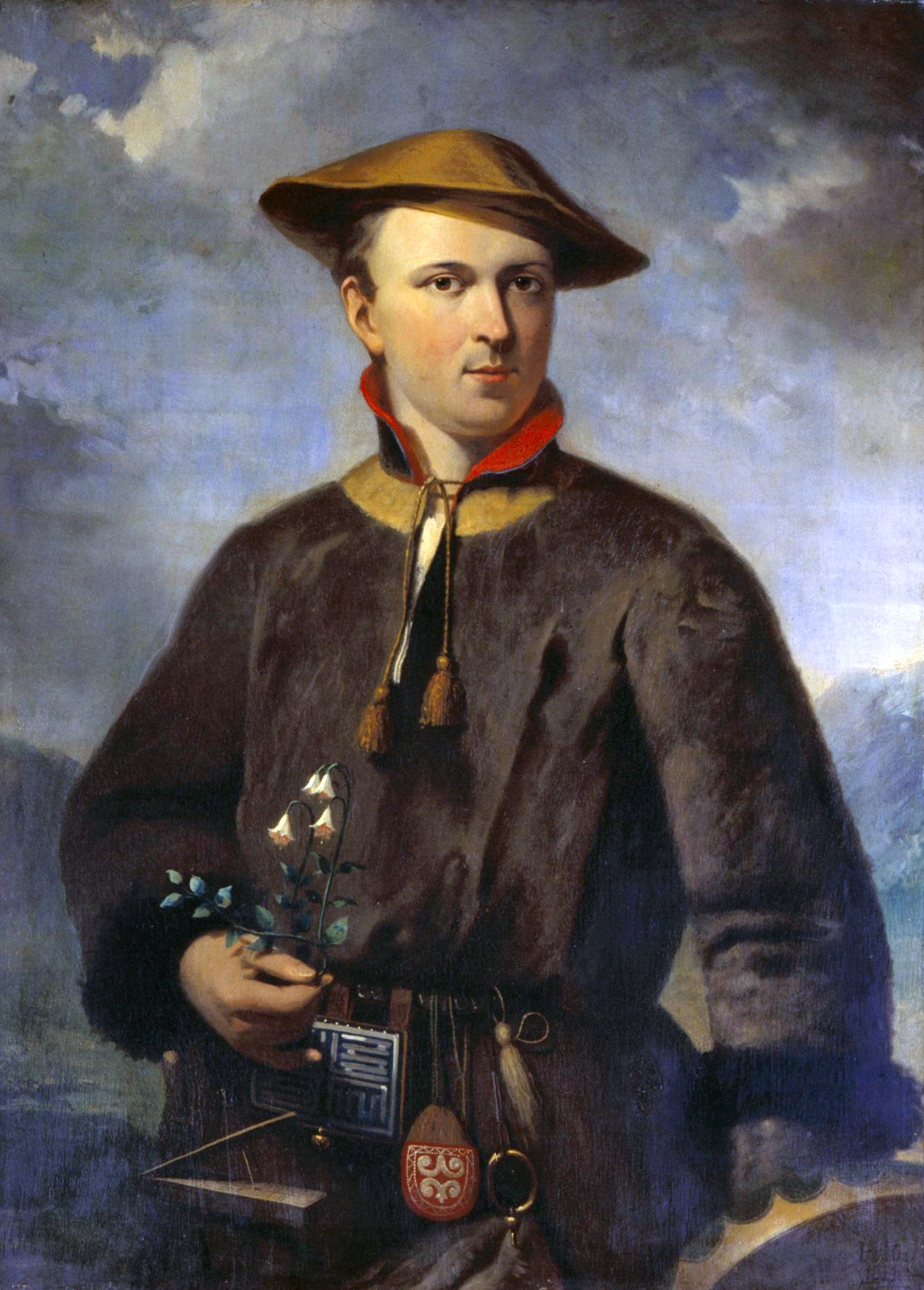
Carl von Linné en costume lapon.

Au milieu du XVIe siècle, le roi suédois Gustave Vasa décide que tout le nord de la péninsule Scandinave était une partie du royaume. Le peuple Sami doit alors payer des taxes au même titre que les autres Suédois. Au XVIIe siècle, les Samis sont évangélisés par les Suédois, qui construisent des églises et des marchés, le plus souvent aux endroits où les Samis avaient l'habitude de passer l'hiver. Cet intérêt pour le nord du pays amène aussi à la découverte de gisements, en particulier dans les montagnes. Une des premières découvertes est la mine d'argent de Nasa, dans la montagne Nasafjället. Son exploitation commence en 1630. Les Samis sont alors mis de force à contribution pour les travaux de la mine. Ainsi, lorsqu'en 1657, le Sami Jon Persson découvre un gisement d'argent dans la montagne Kierkevare, au sud-est de l'actuel parc national, il n'en fait part à personne. Mais lorsqu'on le force à aller travailler à la mine de Nasa, il raconte sa découverte en échange d'une exemption. Peu de temps après, la mine de Nasa ferme après une attaque norvégienne et la mine de Padjelanta est donc accueillie comme une bonne façon de remplacer celle de Nasa. L'exploitation de cette mine, qui s'appelle Kedkevare, commence en 1661. En 1672, un autre gisement est découvert non loin de là dans l'actuel parc national de Sarek à Alkavare. Ces deux gisements alimentent une fonderie à Kvikkjokk, créant un ensemble appelé Luleå silververk. Cependant, ces deux mines ne sont pas rentables, en particulier à cause des conditions climatiques qui rendaient le travail très difficile, et l'exploitation s'arrête en 1702.
Par la suite, l'actuel parc devint un site réputé pour les botanistes qui osaient s'aventurer dans les montagnes lapones. Cela commença avec l'exploration d'Olof Rudbeck le Jeune en 1695, voyage qui lui-même inspira le très célèbre Carl von Linné. Ce dernier explora en effet le parc en 1732, en partant de Kvikkjokk vers la vallée de Tarra jusqu'au lac Virihaure, puis continua en direction de la Norvège. La richesse de la flore du parc forma la base du livre Flora Lapponica. Ce voyage devint très célèbre en Suède et un grand nombre de botanistes connus ou non tentèrent de suivre les traces de Linné. Parmi les botanistes importants dans l'histoire de Padjelanta, on peut citer Sten Selander, qui, aux côtés de Nils Dahlbeck de l'association suédoise de protection de la nature, va explorer la flore du parc à partir de 1939, où il découvrit la rare potentille subarctique.

### Protection

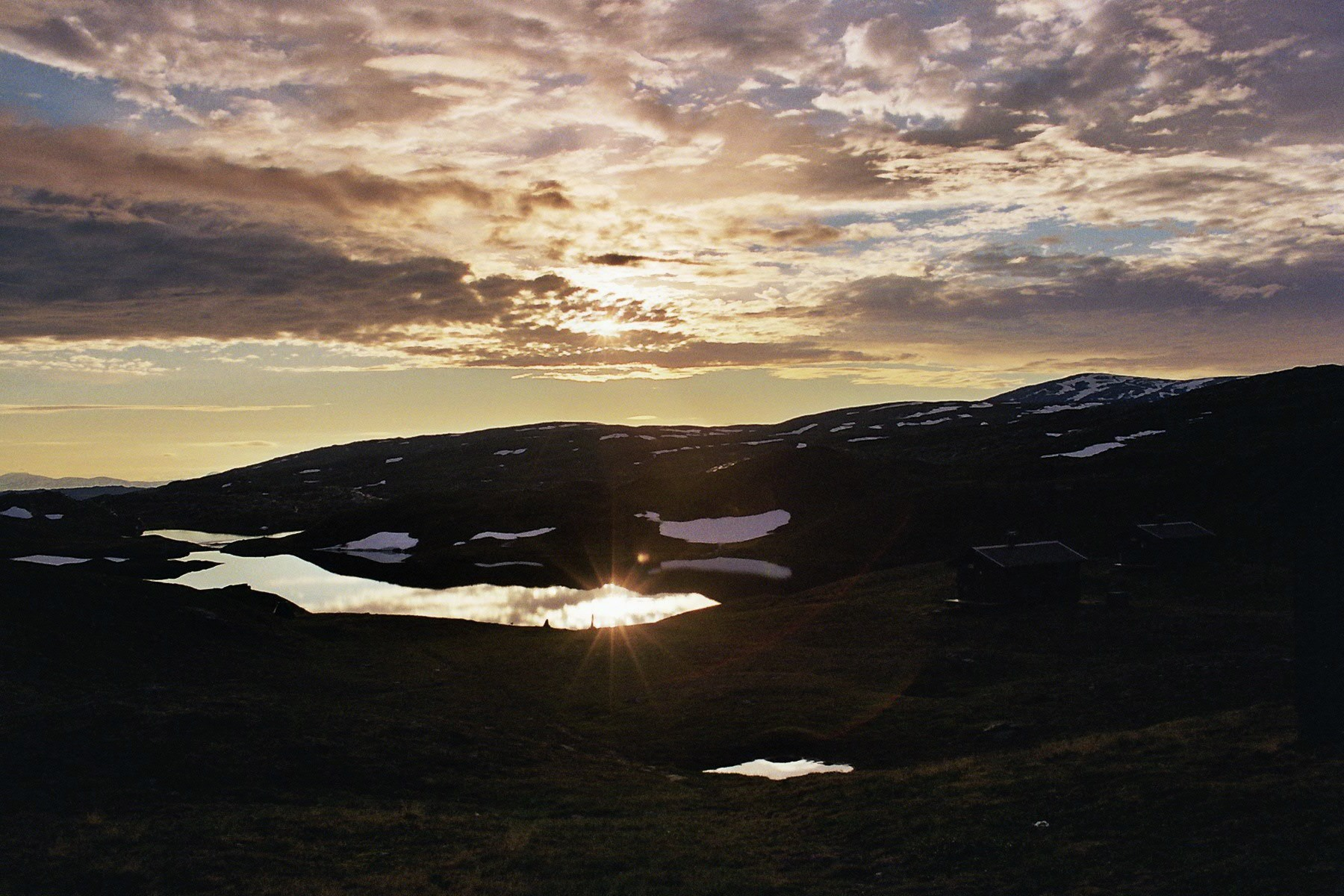
Aube sur un des chalets du Padjelantaleden.

En 1909, la Suède créa ses premiers parcs nationaux, qui devinrent de fait les premiers d'Europe. Parmi ces parcs se trouvent les parcs de Sarek et Stora Sjöfallet qui bordent l'actuel Padjelanta. Ceci fut associé à un important développement du tourisme de montagne dans la région, ce qui poussa l'association suédoise Svenska Turistföreningen (STF) à établir une importante station touristique à Staloluokta dès 1912. Après 1945, la STF commença à aménager un chemin de randonnée entre Kvikjokk et Stora Sjöfallet qui deviendra par la suite le Padjelantaleden, les principaux refuges étant achevés dès 1947. En 1958, l'arrivée de la route à Kvikkjokk provoqua un afflux massif de tourisme à Padjelanta.
Cependant, en parallèle, le statut de conservation créé en 1909 vint à être menacé par les développements de l'hydroélectricité dans le nord du pays : en 1919, le parc national de Stora Sjöfallet est amputé d'une grande partie de sa superficie, ainsi que de ses principaux attraits, avec l'érection du barrage de Suorva. Mais c'est surtout dans les années 1950 que la pression s'intensifia sur les rivières de montagne. Des conflits opposèrent alors la société nationale d'électricité Vattenfall avec des associations écologistes, dont l'association suédoise de protection de la nature,. Un compromis fut trouvé en 1961, Vattenfall renonçant à l'exploitation d'un certain nombre de zones, tandis que les associations de protection de la nature n'empêcheraient pas le développement des autres. Ce compromis est appelé la paix de Sarek (freden i Sarek), car il assurait entre autres que le parc de Sarek ne subirait aucun développement hydroélectrique. Ce compromis impliqua aussi la création du parc national de Padjelanta, qui avait déjà été proposée en 1957 par plusieurs comités, dont l'association suédoise de protection de la nature et la STF, sous l'impulsion du botaniste Sten Selander. C'est ainsi que le 9 mai 1962, le Riksdag approuva la création du parc national de Padjelanta. Le motif de la création du parc est de « préserver un paysage de montagnes riche en lacs et en vastes landes dans son état naturel ».
En 1982, l'Union internationale pour la conservation de la nature (UICN) mentionna une vaste zone comprenant le parc national de Padjelanta dans sa liste indicative des sites naturels dignes d'être classés patrimoine mondial de l'UNESCO. Cette proposition ressemblait d'ailleurs à une idée de Sten Selander de 1947 dans laquelle il suggérait la création d'un grand parc, aux frontières similaires à celles proposées par l'UICN, afin de protéger cette zone qu'il appelait « notre dernière grande aire sauvage ». La Suède proposa alors une partie de cette zone, la réserve naturelle de Sjaunja, pour l'inscription sur la liste du patrimoine mondial, mais l'UICN conseilla en 1990 une extension du site proposé. En 1996, le parc de Padjelanta, ainsi que les aires voisines de Sarek, Stora Sjöfallet, la réserve naturelle de Sjaunja, la réserve naturelle de Stubba, le parc national de Muddus et trois petites zones adjacentes, pour un total de 9 400 km2, furent classés au patrimoine mondial par l'intermédiaire du site mixte (culturel et naturel) dénommé « région de Laponie ». Le parc fait aussi partie du réseau Natura 2000.
Dans le plan directeur du Naturvårdsverket de 2007 pour les parcs nationaux, il est prévu que le parc de Padjelanta soit agrandi pour inclure la partie suédoise du massif de Sulitelma, soit environ 23 000 ha. Le massif de Sulitelma comprend en particulier deux des plus grands glaciers de Suède (Stuorrajekna et Salajekna). Cette extension fait déjà partie du bien « région de Laponie ».

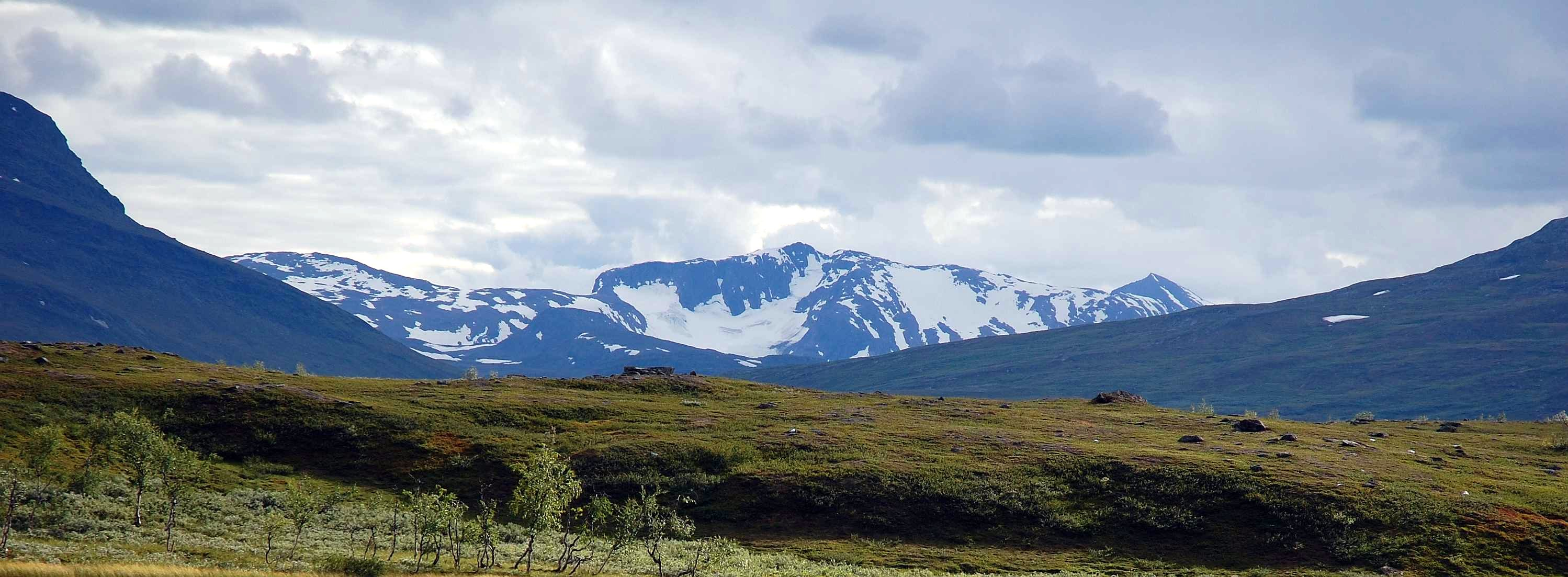
Le massif de Sulitelma, ici vu depuis Padjelanta, devrait être intégré au parc national.

## Gestion et réglementation

Carte des zones d'élevage du renne dans les trois parcs voisins.

Depuis le 1er janvier 2013, la gestion et l'administration du parc (et de l'ensemble du site région de Laponie) est entre les mains de l'organisation Laponiatjuottjudus (littéralement gestion de Laponie en same de Lule), regroupant les villages samis occupant le site (Baste čearru, Sirges, Tuorpon, Unna tjerusj, Jåhkågaska tjiellde, Luokta Mávas, Slakka, Udtja et les Samis des forêts de Gällivare), les communes de Jokkmokk et Gällivare, le comté de Norrbotten et Naturvårdsverket.
Les règles du parc sont relativement strictes afin de préserver le parc dans l'état quasi-vierge qui le caractérise. Ainsi, la pêche, la chasse, la cueillette ou toute autre activité pouvant nuire à la nature sont interdites, sauf la cueillette de baies et de champignons comestibles. De même, tout véhicule motorisé est interdit dans le parc, à l'exception de la desserte régulière de Staloluokta par hélicoptère.
Les Samis bénéficient de plusieurs dérogations aux règles sus-citées. En effet, depuis 1977, le peuple sami est reconnu par la Suède comme peuple autochtone et minorité nationale, ce qui implique que le peuple et son mode de vie sont protégés par la loi. Ainsi, le parc étant situé sur le territoire des villages samis de Tuorpon, Jåhkgasska et Sirges, les Samis rattachés administrativement à ces villages ont le droit de faire pâturer leurs rennes dans le parc,. Dans le cadre de ces activités, les Samis peuvent utiliser des véhicules motorisés (tels que la motoneige ou l'hélicoptère).

## Tourisme

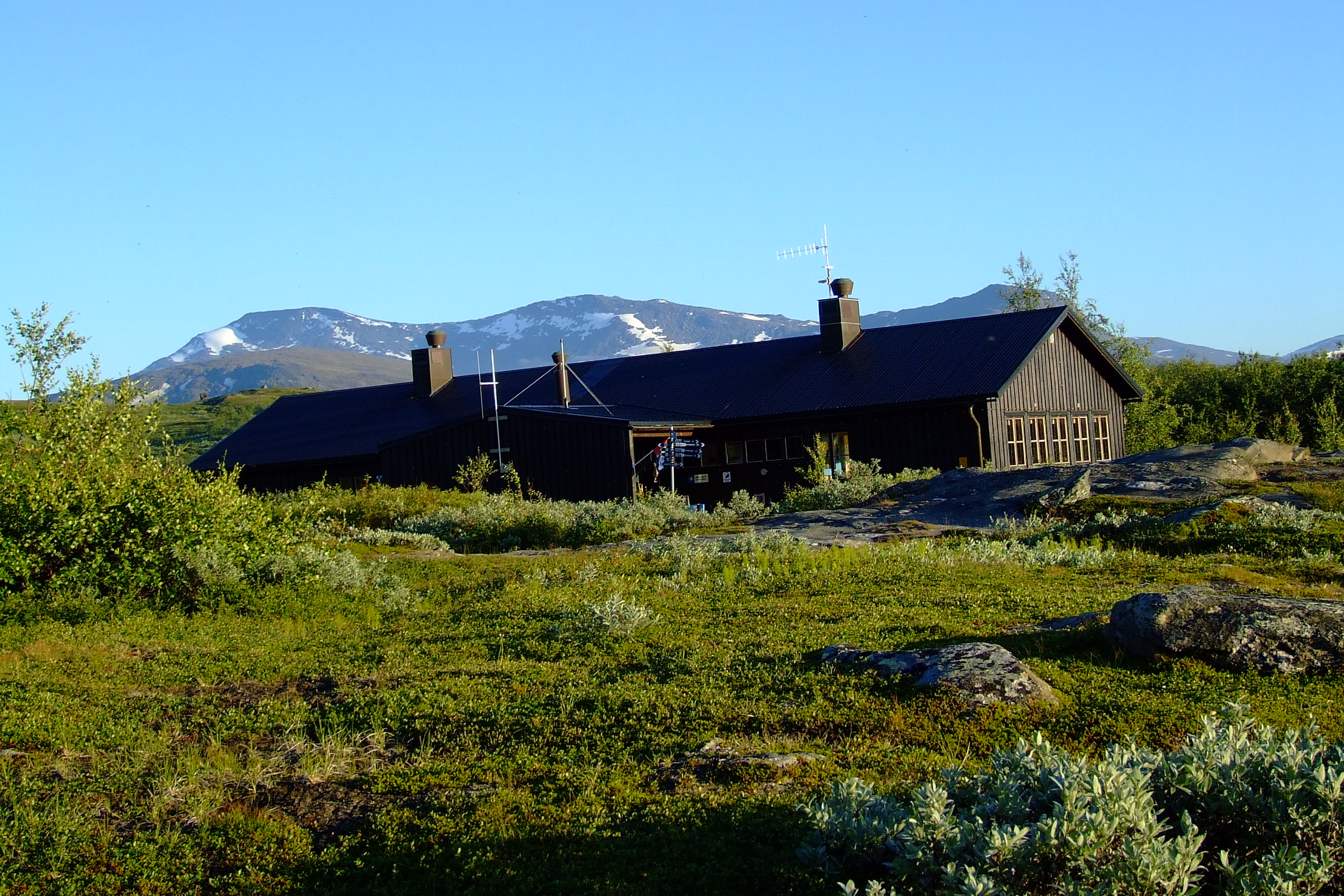
La station touristique de Staloluokta.

Le parc reçoit annuellement environ 4 000 visiteurs, un nombre relativement faible qui est en grande partie dû à son inaccessibilité. Tout d'abord, le parc est loin des grands ensembles de population, Stockholm étant par exemple à plus de 1 000 km. De plus, le parc est éloigné des principales voies de communication du pays, le pôle d'inaccessibilité suédois se trouvant en son sein. La principale façon d'accéder au parc et de le découvrir est le chemin de randonnée Padjelantaleden (littéralement le chemin de Padjelanta), à partir de la station touristique de Kvikkjokk au sud ou depuis Ritsem au nord. Dans le premier cas, il faut compter environ deux jours de marche pour atteindre les frontières du parc, tandis que dans le deuxième cas, il faut traverser le lac Akkajaure en bateau, puis une journée de marche. Il est aussi possible d'atteindre directement Staloluokta, le principal nœud touristique du parc, par hélicoptère. Entre Kvikkjokk et Ritsem, le Padjelantaleden couvre 160 km, parcourant le parc sur toute sa longueur. Des chalets sont disposés à intervalles réguliers correspondant à une journée de marche facile pour permettre aux randonneurs d'y passer la nuit. Le chemin permet aussi d'atteindre Staloluokta, qui en plus de chalets propose un grand nombre de services, dont un petit commerce. C'est aussi au niveau de Staloluokta que le Nordkalottleden, l'autre grand chemin de randonnée du parc, se sépare du Padjelantaleden pour aller vers le sud-ouest, en direction de Sulitjelma en Norvège.
Si le parc ne possède pas de paysage véritablement alpin comme son voisin Sarek, il n'en demeure pas moins apprécié pour sa beauté, avec en particulier ses grands lacs. Ainsi, la beauté de ces lacs figure parmi les raisons pour lesquelles l'UICN accepta le critère 7 : « représenter des phénomènes naturels ou des aires d'une beauté naturelle et d'une importance esthétique exceptionnelles » dans l'inscription de la région de Laponie au patrimoine mondial. Le lac Virihaure est même considéré par certains comme le plus beau lac de Suède.

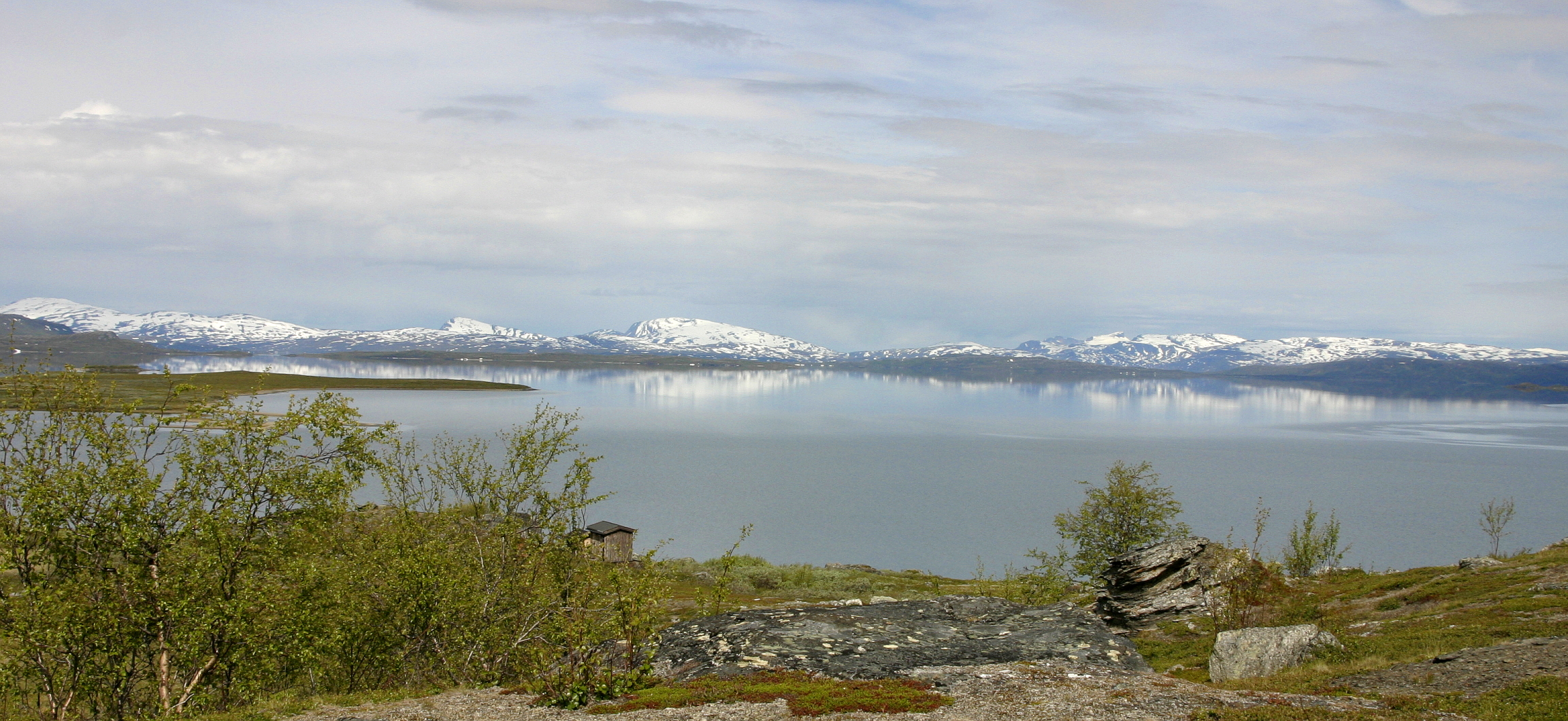
Le lac Virihaure vu depuis Staloluokta.